# Criotettix transpinius
Criotettix transpinius är en insektsart som beskrevs av Zheng, Z. och W.-a. Deng 2004. Criotettix transpinius ingår i släktet Criotettix och familjen torngräshoppor. Inga underarter finns listade i Catalogue of Life.